# Malimo
Malimo ist der Markenname eines textilen Fertigfabrikats, das seit den 1950er Jahren auf Grundlage eines von Heinrich Mauersberger entwickelten Nähwirkverfahrens mit drei Fadensystemen zunächst in der DDR und heute weltweit hergestellt wird.

## Begriff
Ursprünglich nannte Mauersberger das Produkt „Kettenstichware“, die dafür notwendige Maschine „Kettenstichmaschine“. Zur besseren internationalen Vermarktung waren Kurzworte nach der Formel „Mali-“ für den Namen des Erfinders Mauersberger und Limbach-Oberfrohna (Mauersbergers Wohnort) plus Kurzform der jeweils herzustellenden Stoffart gebildet worden, also beispielsweise „Malimo“ für Molton, „Maliwatt“ für Steppwatte, „Malipol“ für Polfadenverarbeitung. Einer anderen Erzählung zufolge steht „Malimo“ für Mauersberger-Limbach-Oberfrohna.
Mit dem geschützten Begriff wurden in der Folge auch das von Mauersberger 1949 patentierte Nähwirkverfahren selbst (Malimoverfahren) und die dazu benötigten Spezialmaschinen (Malimomaschinen) bezeichnet.

## Verfahren
Das Malimoverfahren gesellt sich neben das Web-, Wirk-, Walk-, Klöppelspitzen- und Nadelspitzenverfahren als eigenständiges Verfahren zur Herstellung eines textilen Flächengebildes aus einzelnen Fäden. Obwohl es auch als Nähwirkverfahren bezeichnet wird, hat es mit der klassischen Trikotagenherstellung nichts zu tun, wenngleich auch das Malimotextil durch die Verwendung elastischer Fasern ebenso elastisch wie Trikotagenware sein kann.
Auch beim Malimoverfahren kennt man die aus dem Weben geläufige systematische Unterscheidung zwischen statischen Fäden (Kettfäden) und dynamischen Fäden, die durch die Fixierung der statischen Fäden erst die Textur zustande bringen. Anders als beim Weben erfolgt diese Fixierung der statischen Fäden allerdings nicht mittels eines Schussfadens, der durch die Kettfäden orthogonal zu deren Laufrichtung hindurch geschossen wird, sondern durch Übersteppen (Übernähen) der Kettfäden (zumeist) orthogonal zu ihrer Laufrichtung. Diese Art der Fixierung hat den Vorteil, dass – anders als beim Weben, wo immer nur ein Schuss nach dem anderen geschossen werden kann – mehrere (nahezu beliebig viele) Nadeln gleichzeitig das Kettgut übersteppen können und somit Malimo erheblich schneller produziert werden kann als Webware. Des Weiteren kann man fast alle beliebigen Fasern miteinander kombinieren, so dass eine große Fülle an Anwendungsmöglichkeiten und möglichen Effekten besteht. Nachteilig ist jedoch der höhere Materialaufwand, der durch die drei Fadensysteme entsteht.
Dabei können nicht nur Fäden als Kettgut dienen, sondern etwa auch Filz oder Vliesstoff, die durch das Übersteppen im Malimo-Verfahren erheblich an Reißfestigkeit gewinnen, ohne ihre anderen textilen Eigenschaften einzubüßen.
Bis 1989 entstanden sieben verschiedene Malimo-Verfahren, die sich auf 400 Patente gründen:
- Malimo (Molton)
- Maliwatt (Übernähen von losen Faservliesen, zum Beispiel für Futter- und Dekostoffe)
- Malifol (Schichtträger, Fußbodenbeläge und Verpackungsmittel)
- Malipol (Frottierwaren, Plüsch, synthetische Pelze)
- Malivlies (Maschenbildung aus Fasern des vorgelegten Vlieses ohne Einsatz von Nähfaden für Beschichtungsträger, Wandverkleidungen und Dekorationsfilze)
- Schußpol (Frottierwaren, Möbelbezugsstoffe, Teppiche)
- Voltex (synthetische Pelze, Futterstoffe, Plüsch und Schlafdecken)

## Geschichte und Verwendung

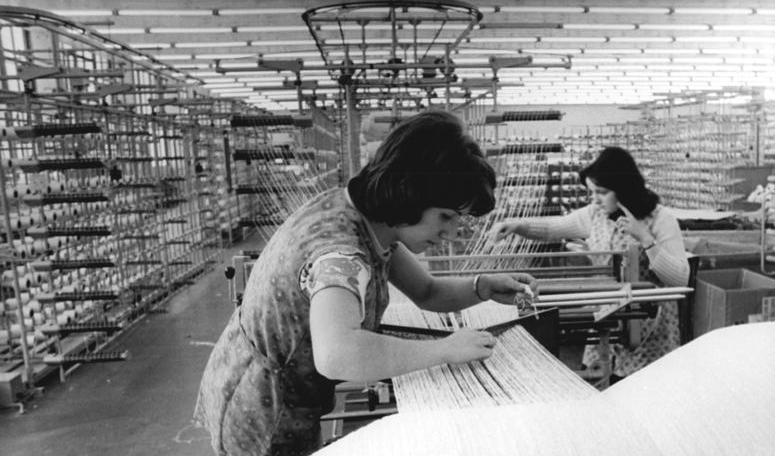
Kettvorbereitung im VEB Malitex (1976), eine Vorstufe zur Herstellung von Malimostoff

Am 3. Februar 1949 wurde Mauersberger das DDR-Patent Nr. 8194 unter dem Titel „Verfahren zur Herstellung von Kettenstichware“ erteilt. Am 16. Juni 1959 wurde das Verfahren auch als U.S. Patent #2,890,579 verzeichnet. Die DDR baute das Verfahren und den zugehörigen Maschinenbau mit gezielten Investitionen zu einem eigenen Industriezweig aus und vermarktete die Produkte und Lizenzen unter dem Namen „Malimo“ mit großem Aufwand. Die großtechnische Anwendung begann 1964 im VEB Malitex Hohenstein-Ernstthal. Mitte der 1980er Jahre produzierten ca. 100 Textilbetriebe der DDR Malimo.
In der DDR wurde zunächst darauf gesetzt, weite Bereiche der Web- und Wirkwaren durch Malimo zu ersetzen und etwa auch Oberbekleidung aus Malimo zu produzieren. Dies setzte sich jedoch nur begrenzt durch. Die Verwendung von Malimo als Gebrauchstextil (etwa für Arbeitsbekleidung, Bandagen, Geschirrtücher, Staublappen, Vliese etc.) hingegen war erfolgreich. In diesem Bereich wird es immer noch in den USA eingesetzt. Heute wird die Technologie verstärkt für die Herstellung von Spezialtextilien verwendet, etwa in der Raumfahrt und für Geotextilien. Die Fiat-Werke nutzten Malimo für die Innenausstattung von Autos, in den USA wurde Malimo auf Flugplätzen verwendet.
Typische Malimo-Erzeugnisse als Konsumgüter und für die Industrie (insbesondere Bau-, Leder- und Schuhindustrie) sind unter anderem Fußbodenauslegeware, Gardinen, Badeanzüge und Bademäntel, Stoffe zum Beschichten und Kaschieren für Kunstleder, Matratzenbezug, Rollos, Dachpappe, Dichtungs- und Isoliermaterial, Futterstoffe, Polsterstoffe, flexible Transportbehälter, PVC-beschichtete Fördergurte, Abdeckplanen, Autoplanen und Verpackungsstoffe.

## Film
- Malimo aus Wolkenburg, MDR-Dokumentation aus der Reihe Spurensuche in Ruinen, 2007